# Grzegorz Lerka
Grzegorz Lerka (*  1969 in Rybnik, Woiwodschaft Schlesien, Polen) ist ein zeitgenössischer polnischer Künstler und Maler. Er spezialisiert sich auf das Erstellen von Gemälden, Zeichnungen und Grafiken.

## Leben
Er ging zur Schule in Rybnik. 1994–1999 studierte er an der Kunsthochschule in Krakau. Dort erwarb er den Grad des Master of Arts. Später bekam er ein Diplom von Prof. Stanisław Kluski im Atelier für Grafik in Kattowitz und ein Zusatzdiplom von Prof. Roman Nowotarski.

## Ausstellungen
- 1999 – ARS Cracovia, Köln, Berlin
- 1999 – Grafik des Jahres – Krakau
- 1999 – Art Fair, Essen
- 2000 – polnische Kunst, Ausstellung in der Galerie Labyrinth in Essen und Kopenhagen
- 2000 – Bach in der Kunst, Galerie Pegaz, Zakopane
- 2000 – V. Salon Polnischer Kunst, Ostrowiec Swietokrzyski
- 2000 – Grafik des Jahres, Krakau
- 2002 – Präsentation Polnischer Kunst, Society For Arts, Chicago, USA
- 2003 – V. Triennale Polnischer Grafik, Katowice/Kattowitz
- 2004 – Modernartists Gallery, Painbourne, UK
- 2004 – Galeria Labirynth, Kraków/Krakau
- 2004 – V. Polnische Biennale der Malerei, Częstochowa/Tschenstochau
- 2004 – Musik in der Malerei, Tychy
- 2005 – Modernartists Gallery, Paingbourne, UK
- 2005 – Scotland Art Gallery, Glasgow, UK
- 2005 – Maltby Gallery, Winchester, UK
- 2005 – Kunstmesse in Straßburg, mit Galerie Art Nova
- 2005 – Galerie Labirynth w Kopenhagen, Dänemark
- 2005 – Präsentation Werke des Jahres, Sarajevo
- 2006 – Black Heath Gallery, London, UK